# Ithaca (Nova Iorque)
Ithaca é uma cidade localizada no Estado americano de Nova Iorque, no Condado de Tompkins. A sua área é de 15,7 km², sua população é de 29 287 habitantes, e sua densidade populacional é de 2 071 hab/km² (segundo o censo americano de 2000). A cidade foi fundada em 1790.
Nesta cidade encontra-se a Universidade Cornell, uma das mais prestigiadas do nordeste dos EUA.

Ithaca possui o maior sinal de paz do mundo. Os seus residentes criaram a sua própria moeda, conhecida por "Ithaca Hours".

## Clima
| Gráfico climático para Ithaca, Nova Iorque                         | Gráfico climático para Ithaca, Nova Iorque | Gráfico climático para Ithaca, Nova Iorque | Gráfico climático para Ithaca, Nova Iorque | Gráfico climático para Ithaca, Nova Iorque | Gráfico climático para Ithaca, Nova Iorque | Gráfico climático para Ithaca, Nova Iorque | Gráfico climático para Ithaca, Nova Iorque | Gráfico climático para Ithaca, Nova Iorque | Gráfico climático para Ithaca, Nova Iorque | Gráfico climático para Ithaca, Nova Iorque | Gráfico climático para Ithaca, Nova Iorque |
| ------------------------------------------------------------------ | ------------------------------------------ | ------------------------------------------ | ------------------------------------------ | ------------------------------------------ | ------------------------------------------ | ------------------------------------------ | ------------------------------------------ | ------------------------------------------ | ------------------------------------------ | ------------------------------------------ | ------------------------------------------ |
| J                                                                  | F                                          | M                                          | A                                          | M                                          | J                                          | J                                          | A                                          | S                                          | O                                          | N                                          | D                                          |
| 54 -1 -10                                                          | 52 1 -10                                   | 65 6 -6                                    | 84 13 1                                    | 82 19 6                                    | 98 24 12                                   | 90 27 14                                   | 86 26 13                                   | 98 22 9                                    | 82 15 3                                    | 79 8 -1                                    | 63 2 -7                                    |
| Temperaturas em °C • Precipitações em mmFonte: The Weather Channel |                                            |                                            |                                            |                                            |                                            |                                            |                                            |                                            |                                            |                                            |                                            |